# Stefan Savić (ur. 1994)
Stefan Savić (ur. 9 stycznia 1994 w Salzburgu) – austriacki piłkarz serbskiego pochodzenia, występujący na pozycji pomocnika.

## Kariera klubowa
Grę w piłkę nożną rozpoczął w wieku 7 lat w szkółce klubu Lieferinger SV. W 2005 roku przeniósł się do Red Bull Salzburg. W 2010 roku włączono go do składu zespołu seniorów. W sezonie 2011/12 zdobył mistrzostwo Austrii oraz krajowy puchar, zaliczając 2 mecze w lidze – jedyne w barwach RB – oraz 1 występ w pucharze. Większość trwania kontraktu spędził on w drużynie rezerw oraz w klubie satelickim FC Liefering, z którym w 2013 roku wywalczył promocję do Erste Ligi. Przed sezonem 2013/14 opuścił zespół i odbył testy w SC Heerenveen i SC Cambuur, jednak kluby nie zdecydowały się zapłacić ekwiwalentu za jego wyszkolenie. Na początku 2014 roku jako wolny agent został piłkarzem FC Liefering. Po roku przeniósł się do LASK Linz (Erste Liga).
W czerwcu 2015 roku podpisał umowę z NK Slaven Belupo. Przez 1,5 roku rozegrał dla tego klubu w 1. HNL 55 spotkań i zdobył 5 bramek. W styczniu 2017 roku przeszedł do Roda JC Kerkrade (Eredivisie). Po zakończeniu sezonu 2016/17 opuścił klub, nie zaliczając żadnego oficjalnego występu. W lipcu 2017 roku został zawodnikiem NK Olimpia Lublana. Wywalczył w barwach tego klubu mistrzostwo Słowenii (2017/18) oraz dwukrotnie Puchar Słowenii (2017/18, 2018/19). W sierpniu 2020 związał się dwuletnią umową z Wisłą Kraków prowadzoną przez Artura Skowronka.
19 lipca 2022 roku został zawodnikiem tureckiego klubu Tuzlaspor, a w styczniu 2023 polskiego klubu Warta Poznań.

## Kariera reprezentacyjna
W latach 2009–2011 występował w juniorskich i młodzieżowych kadrach Austrii w kategorii U-16, U-17, U-18 oraz U-19.

## Statystyki kariery
Stan na: 14 sierpnia 2023
| Klub                        | Sezon              | Liga               | Liga    | Liga   | Puchar kraju | Puchar kraju | Kontynentalne | Kontynentalne | Inne    | Inne   | Suma    | Suma   |
| Klub                        | Sezon              | Poziom             | Występy | Bramki | Występy      | Bramki       | Występy       | Bramki        | Występy | Bramki | Występy | Bramki |
| --------------------------- | ------------------ | ------------------ | ------- | ------ | ------------ | ------------ | ------------- | ------------- | ------- | ------ | ------- | ------ |
| Red Bull Salzburg           | 2010/2011          | Bundesliga         | 0       | 0      | 0            | 0            | 0             | 0             | 0       | 0      | 0       | 0      |
| → Red Bull Salzburg Juniors | 2010/2011          | Regionalliga       | 15      | 6      | 0            | 0            | –             | –             | 0       | 0      | 15      | 6      |
| Red Bull Salzburg           | 2011/2012          | Bundesliga         | 2       | 0      | 0            | 0            | 1             | 0             | 0       | 0      | 3       | 0      |
| → Red Bull Salzburg Juniors | 2011/2012          | Regionalliga       | 21      | 3      | 3            | 1            | –             | –             | 0       | 0      | 24      | 4      |
| Red Bull Salzburg           | 2012/2013          | Bundesliga         | 0       | 0      | 0            | 0            | 0             | 0             | 0       | 0      | 0       | 0      |
| Red Bull Salzburg           | Łącznie            | Łącznie            | 2       | 0      | 0            | 0            | 1             | 0             | 0       | 0      | 3       | 0      |
| FC Liefering (wyp.)         | 2012/2013          | Regionalliga       | 22      | 6      | 0            | 0            | –             | –             | 2       | 2      | 24      | 8      |
| FC Liefering                | 2013/2014          | Erste Liga         | 15      | 4      | 0            | 0            | –             | –             | 0       | 0      | 15      | 4      |
| FC Liefering                | 2014/2015          | Erste Liga         | 20      | 1      | 0            | 0            | –             | –             | 0       | 0      | 20      | 1      |
| FC Liefering                | Łącznie            | Łącznie            | 57      | 11     | 0            | 0            | –             | –             | 0       | 0      | 59      | 13     |
| LASK Linz                   | 2014/2015          | Erste Liga         | 14      | 0      | 0            | 0            | –             | –             | 0       | 0      | 14      | 0      |
| → FC Pasching/LASK          | 2015/2016          | Regionalliga       | 1       | 0      | 0            | 0            | –             | –             | 0       | 0      | 1       | 0      |
| Slaven Belupo               | 2015/2016          | 1. HNL             | 36      | 3      | 3            | 1            | –             | –             | 0       | 0      | 39      | 4      |
| Slaven Belupo               | 2016/2017          | 1. HNL             | 19      | 2      | 3            | 0            | –             | –             | 0       | 0      | 22      | 2      |
| Slaven Belupo               | Łącznie            | Łącznie            | 55      | 5      | 6            | 1            | –             | –             | 0       | 0      | 61      | 6      |
| Roda JC Kerkrade            | 2016/2017          | Eredivisie         | 0       | 0      | 0            | 0            | –             | –             | 5       | 0      | 0       | 0      |
| NK Olimpija Lublana         | 2017/2018          | 1. SNL             | 34      | 4      | 5            | 1            | –             | –             | –       | –      | 39      | 5      |
| NK Olimpija Lublana         | 2018/2019          | 1. SNL             | 19      | 5      | 2            | 1            | 8             | 0             | –       | –      | 29      | 6      |
| NK Olimpija Lublana         | 2019/2020          | 1. SNL             | 35      | 6      | 1            | 0            | 4             | 1             | –       | –      | 40      | 7      |
| NK Olimpija Lublana         | Łącznie            | Łącznie            | 104     | 17     | 8            | 2            | 12            | 1             | –       | –      | 127     | 24     |
| Wisła Kraków                | 2020/2021          | Ekstraklasa        | 27      | 2      | 0            | 0            | –             | –             | –       | –      | 27      | 2      |
| Wisła Kraków                | 2021/2022          | Ekstraklasa        | 25      | 3      | 2            | 0            | –             | –             | –       | –      | 27      | 3      |
| Wisła Kraków                | Łącznie            | Łącznie            | 52      | 5      | 2            | 0            | –             | –             | –       | –      | 54      | 5      |
| Tuzlaspor                   | 2022/2023          | TFF 1. Lig         | 7       | 0      | 2            | 0            | –             | –             | –       | –      | 9       | 0      |
| Warta Poznań                | 2022/2023          | Ekstraklasa        | 15      | 3      | –            | –            | –             | –             | –       | –      | 15      | 3      |
| Warta Poznań                | 2023/2024          | Ekstraklasa        | 4       | 0      | 0            | 0            | –             | –             | –       | –      | 4       | 0      |
| Warta Poznań                | Łącznie            | Łącznie            | 19      | 3      | 0            | 0            | –             | –             | –       | –      | 19      | 3      |
| Łącznie w karierze          | Łącznie w karierze | Łącznie w karierze | 347     | 51     | 21           | 5            | 13            | 1             | 7       | 2      | 388     | 59     |

## Sukcesy

### Klubowe
Red Bull Salzburg
- Mistrzostwo Austrii (1×): 2011/12
- Zdobywca Pucharu Austrii (1×): 2011/12

NK Olimpija Lublana
- Mistrzostwo Słowenii (1×): 2017/18
- Zdobywca Pucharu Słowenii (2×): 2017/2018, 2018/2019